# عبد الله حسن عسيري
عبد الله حسن عسيري الملقب بأبو الخير (1986- 27 أغسطس 2009)، هو مواطن سعودي من منطقة عسير، كان عضو في تنظيم القاعدة في جزيرة العرب، نفذ تفجير جدة في محاولة لاغتيال الأمير محمد بن نايف بن عبد العزيز آل سعود، ووضع اسمه في قائمة ال85 المطلوبين لوزارة الداخلية السعودية.
شقيقه الأكبر هو إبراهيم حسن عسيري خبير المتفجرات والقيادي في تنظيم القاعدة في جزيرة العرب الذي يتخذ من اليمن مقر له.
قام بمحاولة إغتيال الأمير السعودي بوضع قنبلة في مؤخرته ، ولكنه فشل في ذلك ، و انتهى به الأمر بتفجير نفسه من مؤخرته فقط.